# 콜드포켓
콜드포켓(cold pocket), 한기 주머니는 기상학에서 사용하는 용어로써 고층 일기도 상층부에 존재하는 찬 공기층을 의미한다. 주로 1500m, 3000m, 4500m 상공에서 나타난다. 고층 일기도에서 보면 해당 상공은 주변보다 매우 기온이 낮아 원으로 표시된다. 해당 공기층이 지표에 장시간 머물게 되면 그 지역은 혹한이 발생한다.